# Dan Frawley
William Daniel Frawley (Sturgeon Falls, 2 giugno 1962) è un ex hockeista su ghiaccio canadese.

## Carriera
Dan Frawley giocò la stagione 1979-80 nella Ontario Major Junior Hockey League con i Sudbury Wolves. Al termine di quell'anno fu scelto in occasione del Draft 1980 al decimo giro dai Chicago Blackhawks. Frawley nelle due stagioni successive proseguì la propria carriera giovanile con i Cornwall Royals, conquistando anche la Memorial Cup del 1981.
Frawley esordì nel professionismo in American Hockey League nella stagione 1982-83 con gli Springfield Indians, mentre nel novembre del 1983 giocò la sua prima gara in National Hockey League con i Chicago Blackhawks. Rimase a Chicago fino al 1985 dopo aver raccolto 34 presenze in NHL e 7 punti, giocando anche in IHL con i Milwaukee Admirals.
Divenuto free agent Frawley nel 1985 fu ingaggiato dai Pittsburgh Penguins. Con i Penguins giocò 240 partite nel corso di quattro stagioni, ricoprendo fra l'ottobre e il dicembre del 1987 il ruolo di capitano della squadra, incarico poi lasciato a Mario Lemieux a causa di un infortunio.
Dopo aver vinto la Turner Cup con i Muskegon Lumberjacks, nel 1990 Frawley firmò un contratto con i Buffalo Sabres, per poi essere mandato al farm team dei Rochester Americans in AHL. Dopo un primo ritiro nel 1993 Frawley ritornò a giocare con gli Americans due stagioni più tardi, conquistando il trofeo della Calder Cup nel 1996. Con la maglia di Rochester in sei stagioni giocò 536 partite mettendo a segno 279 punti. Frawley si ritirò definitivamente dall'attività agonistica nel 1998.

## Palmarès

### Club
- Memorial Cup: 1

Cornwall: 1981
- Turner Cup: 1

Muskegon: 1988-1989
- Calder Cup: 1

Rochester: 1995-1996